# WWF Tuesday in Texas
This Tuesday In Texas est une ancienne manifestation de catch (lutte professionnelle) télédiffusée et visible uniquement en paiement à la séance. L'événement, produit par la World Wrestling Federation, a eu lieu le 3 décembre 1991 dans la salle omnisports Freeman Coliseum à San Antonio au Texas.
L'événement est une tentative de la WWF pour diffuser des pay-per-view le mardi au lieu des diffusions traditionnelles le dimanche. À la suite de mauvaises réactions et un taux d'achat décevant de 1,0 point, la société abandonne cette idée. L'expérience est de nouveau tenté treize ans plus tard, lors du pay-per-view Taboo Tuesday.
Cinq matchs, dont deux mettant en jeu les titres de la fédération, ont été programmés. Chacun d'entre eux est déterminé par des storylines rédigées par les scénaristes de la WWF ; soit par des rivalités survenues avant le pay-per-view, soit par des matchs de qualification en cas de rencontre pour un championnat. L'événement a mis en vedette les catcheurs de la fédération.
Le main event de la soirée est un match revanche pour le championnat du monde poids-lourds de la WWF. Hulk Hogan remporte le match contre The Undertaker et regagne le titre.
8 000 personnes ont assisté au spectacle.

## Contexte
Les spectacles de la World Wrestling Federation (actuellement WWE) en paiement à la séance sont constitués de matchs aux résultats prédéterminés par les scénaristes de la WWF. Ces rencontres sont justifiées par des storylines - une rivalité avec un catcheur, la plupart du temps - ou par des qualifications survenues dans les émissions de la WWF telles que Superstars of Wrestling, Wrestling Challenge et Prime Time Wrestling. Tous les catcheurs possèdent un gimmick, c'est-à-dire qu'ils incarnent un personnage gentil ou méchant, qui évolue au fil des rencontres. Un pay-per-view comme Tuesday in Texas est donc un événement tournant pour les différentes storylines en cours.

### Randy Savage contre Jake Roberts
La rivalité (feud) entre les deux hommes débute lors du pay-per-view SummerSlam en août 1991 au cours duquel est organisé le mariage entre Miss Elizabeth et Randy Savage. Pendant la cérémonie, Miss Elizabeth découvre le cobra royal de Jake Roberts dans un des cadeaux. Jake Roberts et l'Undertaker arrivent sur le ring et attaquent Randy Savage par derrière, puis tentent de faire mordre Elizabeth par le serpent. Elle est sauvée par l'intervention de Sid Justice. Quelques jours avant le pay-per-view Survivor Series, à l'issue d'un match contre un jobber, Jake Roberts attaque verbalement Randy Savage. Une fois sur le ring, Roberts réussit à bloquer Savage dans les cordes et le frappe violemment avant de sortir de son sac un cobra royal qui mord le bras de Savage. Miss Elizabeth et Roddy Piper viennent aider Savage qui délire en frappant dans le vide sous l'effet du poison pendant que les officiels de la WWF expulsent Roberts. Les Survivor Series débutent par une annonce du président de la WWF, Jack Tunney déclarant que Randy Savage n'est pas en mesure de combattre à la suite des morsures qu'il a subies et que Jake Roberts est exclu du spectacle. Il déclare que les deux hommes s'affronteront lors du pay-per-view Tuesday in Texas.

### Davey Boy Smith contre The Warlord
Peu de temps après son retour à la World Wrestling Federation en octobre 1990, Davey Boy Smith entame une rivalité contre The Warlord pour le statut officieux d'homme le plus puissant de la fédération. Leur 1re confrontation a lieu le 21 janvier 1991. Les faits marquants de la rivalité. Le 29 janvier, Davey Boy Smith remporte un challenge de Full Nelson par disqualification à la suite de l'intervention du manager du Warlord, Slick. Lors du pay-per-view WrestleMania VII, Smith bat de nouveau le Warlord. Slick subit un powerslam de Davey Boy Smith en novembre obligeant The Warlord à trouver un nouveau manager en la personne de Harvey Wippleman.

### Ted DiBiase et The Repo Man contre El Matador et Virgil
La rivalité entre Ted DiBiase et son garde du corps Virgil débute en janvier 1991 au pay-per-view Royal Rumble lors d'un match par équipe contre Dusty Rhodes et Dustin Rhodes. Durant le combat Virgil frappe accidentellement DiBiase et une bagarre éclate entre les deux hommes. Après leur victoire grâce à un roll up de DiBiase sur Dusty Rhodes, Virgil rapporte la ceinture du Million Dollar Championship mais au lieu de la donner à DiBiase, il la jette à ses pieds. DiBiase ne supportant pas cet affront de son employé, l'humilie en le forçant à lui mettre la ceinture mais Virgil en profite pour le mettre K.O. en le frappant au visage avec la ceinture.
Lors de WrestleMania VII, Virgil accompagné par Roddy Piper bat son ancien patron, par décompte extérieur quand DiBiase attaque Piper à l'extérieur du ring. Après le combat, DiBiase porte sa prise de soumission, le Million Dollar Dream sur Virgil jusqu'au moment où Piper vienne sur le ring à sa rescousse.
À SummerSlam, Virgil remporte la ceinture du Million dollar Championship face à Ted DiBiase. Il perd le titre le 24 novembre face à Ted Dibiase grâce à l'intervention du Repo Man qui frappe Virgil avec la ceinture. El Matador vient en aide à Virgil après le combat.

## Déroulement du spectacle
Généralement, avant qu'un spectacle de catch ne démarre, la fédération organisatrice met en place un ou plusieurs matchs non télévisés destinés à chauffer le public.

### Matchs préliminaires
Le premier match de la soirée met en scène le champion intercontinental Bret Hart et le prétendant au titre Skinner. Hart contrôle les premières minutes du match jusqu'à ce que Skinner l'envoie sur un des poteaux du ring l'épaule la première. Dès lors, Skinner prend le contrôle de la majeure partie du match. Il tente un mouvement du haut de la deuxième corde, mais il est contré par un big foot de Hart au niveau du visage. Peu de temps après, Skinner tente à nouveau un mouvement aérien du haut de la troisième corde mais Hart l'attrape et parvient à le projeter au sol. Hart effectue dès lors sa prise de finition, un Sharpshooter forçant Skinner à abandonner. Bret Hart conserve donc le championnat intercontinental en un peu plus de treize minutes.
La deuxième rencontre est un match simple entre Jake Roberts et Randy Savage. Le combat entre les deux hommes débute à l'extérieur du ring lorsque Savage attaque par derrière Roberts pendant que celui-ci se dirige vers le ring. L’altercation dure quelques minutes jusqu'au moment où l'arbitre parvienne à séparer les deux protagonistes. Le match débute alors officiellement sur le ring. Roberts porte un coup dans le bas de l'abdomen et projette Savage à l'extérieur du ring, lui permettant d'avoir un petit temps de récupération. Roberts prend dès lors le contrôle du match en focalisant ses attaques sur le bras blessé de Savage puis s'apprête à effectuer sa prise de finition, un DDT que Savage parvient à esquiver. Savage bloque alors Roberts dans un coin du ring sous des coups d'épaule dans les cotes. Une fois au sol, Savage monte sur la troisième corde pour effectuer sa prise de finition, une descente du coude et faire le tombé victorieux sur son adversaire. Après le match Savage prend une chaise pour frapper Roberts, mais il est empêché par un officiel. Il se saisit alors de la cloche mais il est de nouveau bloqué par l'arbitre. Roberts en profite pour asséner un DDT sur Savage, suivi d'un deuxième quelques minutes plus tard. Roberts récupère alors sous le ring un sac contenant son cobra. Miss Elizabeth accourt vers le ring pour tenter de protéger son mari mais Roberts la gifle et il relève Savage pour lui porter un troisième DDT. Un deuxième arbitre ainsi que le président de la WWF Jack Tunney arrivent finalement et forcent Roberts à quitter le ring.

### Match principal (main event)
Voici le dernier match de l'événement, mettant en jeu le titre du Championnat WWF (WWF Championship) entre le champion, The Undertaker (avec Paul Bearer) et le challenger, Hulk Hogan. Jack Tunney était présent au côté du ring pour s'assurer qu'il n'y aurait aucune interférence extérieure. Undertaker a été introduit en premier, suivi de Hogan qui a glissé dans le ring sous les cordes et qui a été accueilli par Undertaker et Paul Bearer qui ont tous deux commencé à le frapper. Après quelques coups de pied, Hogan se leva, les attrapa par le cou et cogna leurs têtes l'une contre l'autre. Bearer roula hors du ring, laissant 'Taker et Hogan dans le ring pour entamer le match. Hogan a commencé par une série d'attaques qui n'ont eu aucun effet ou presque sur Undertaker. Après avoir subi la prise de la corde à linge par-dessus la troisième corde, Undertaker a attrapé les chevilles de Hogan, l'a traîné hors du ring et lui donna un coup puissant dans la gorge. Undertaker a pris le contrôle du match jusqu'à ce que Hogan reprenne le dessus, ce qui a incité Ric Flair à accourir vers le ring. Il a été confronté à Jack Tunney qui a tenté de l'empêcher de s'impliquer. Hogan se chargea d'arrêter Flair en lui donnant un coup de chaise dans le dos, ce qui le projette dans Tunney, les envoyant tous les deux au sol, Flair tombant par-dessus Tunney. Avec Tunney temporairement assommé, Flair monta sur le tapis du ring et tendit une chaise en acier pour qu'Undertaker puisse projeter Hogan dedans. Cependant, Hogan a pu freiner son élan et projeter Undertaker dans la chaise. The Undertaker reprit ses esprits et attrapa Hogan par derrière pour permettre à Bearer de le frapper avec l'urne, mais Hogan se baissa et Bearer frappa Undertaker. Hogan prit l'urne, l'a ouverte et attrapa une poignée de cendres qu'il jeta dans les yeux de Undertaker. Pendant ce temps, Flair avait commencé à faire reprendre les esprits à Tunney, suffisamment pour constater ce qui se passait. Hogan a ensuite tenté le tombé sur Undertaker avec un "roll up" pour gagner le Championnat de la WWF.

## Résultats
| #                                                                | Match                                                                              | Stipulation                                            | Durée |
| ---------------------------------------------------------------- | ---------------------------------------------------------------------------------- | ------------------------------------------------------ | ----- |
| Dark                                                             | The Harris Brothers (Don et Ron) battent Brian Donahue et Brian Costello           | Tag team match                                         | N/A   |
| Dark                                                             | Sir Charles bat Dale Wolfe                                                         | Match simple                                           | N/A   |
| Dark                                                             | Chris Walker bat Brian Lee                                                         | Match simple.                                          | N/A   |
| Dark                                                             | Chris Chavis bat JW Storm                                                          | Match simple                                           | N/A   |
| Dark                                                             | Ric Flair bat Roddy Piper                                                          | Match simple                                           | N/A   |
| 1                                                                | Bret Hart (c) bat Skinner                                                          | Match simple pour le championnat intercontinental      | 13:46 |
| 2                                                                | Randy Savage bat Jake Roberts                                                      | Match simple                                           | 06:25 |
| 3                                                                | Davey Boy Smith bat The Warlord                                                    | Match simple                                           | 12:45 |
| 4                                                                | Ted DiBiase et The Repo Man (avec Sensational Sherri) battent El Matador et Virgil | Tag team match                                         | 11:28 |
| 5                                                                | Hulk Hogan bat The Undertaker (c) (avec Paul Bearer)                               | Match simple pour le championnat du monde poids-lourds | 13:09 |
| (c) désigne le(s) champion(s) défendant son titre dans le match. |                                                                                    |                                                        |       |